# Frederic Bartlett
Sir Frederic Charles Bartlett, FRS, britanski psiholog, * 20. oktober 1886, Stow-on-the-Wold, Združeno kraljestvo, † 30. september 1969, Cambridge, Združeno kraljestvo.
Bartlett je bil prvi profesor eksperimentalne psihologije na Univerzi v Cambridgeu.
1. 1 2  Encyclopædia Britannica
2. 1 2  data.bnf.fr: platforma za odprte podatke — 2011.
3. 1 2  Педагоги и психологи мира — 2012.